# Callidula erycinoides
Callidula erycinoides es una polilla de la familia Callidulidae. Fue descrito por primera vez por Felder en 1874.
Se encuentra en las islas de Indonesia de Ternate, Halhamera y Bacan.